# Ричфийлд
 Тази статия е за града в Юта.  За града в Айдахо вижте Ричфийлд (Айдахо).  
Ричфийлд (на английски: Richfield) е град в окръг Севиър, щата Юта, САЩ. Ричфийлд е с население от 6847 жители (2000) и обща площ от 13,7 km². Намира се на 1632 m надморска височина. ЗИП кодът му е 84701, а телефонният му код е 435.